# Aditi Avasthi
Aditi Avasthi (Ludhiana, 10 de diciembre de 1981) es una emprendedora india, fundadora y consejera delegada de Embibe, una plataforma de tecnología educativa de inteligencia artificial, con sede en Bangalore. Ha recibido numerosos premios, entre ellos el de Young Global Leader del Foro Económico Mundial en 2021. También fue elegida entre las 100 mujeres de la BBC  en 2017. Vogue la eligió 'Mujer del año' en 2018.

## Trayectoria
Avasthi nació en Ludhiana, Punjab, India, el 10 de diciembre de 1981. Es hija de Arun Kumar y Veena Avasthi. Había estudiado en varias escuelas de la India.
Avasthi se licenció en Ingeniería por la Universidad Thapar en 2003 y su MBA en finanzas y marketing de la Escuela de Negocios Booth de la Universidad de Chicago en 2010.
Tras su escolarización en India, Aditi comenzó su carrera en Tata Consultancy Services, donde colaboró en el crecimiento de nuevas iniciativas empresariales en el Reino Unido. Mientras estaba en Tata Consultancy Services, ganó el proyecto AIMA Young Leaders, aunque su candidatura al premio fue inicialmente rechazada porque era demasiado joven.
Tras su MBA, se incorporó a Barclays como Jefa Adjunta de Producto y Estrategia para su división de banca móvil en África. Más tarde, en 2012, se trasladó a Delaware (EE. UU.) y trabajó en Barclaycard como Directora de Desarrollo Corporativo en la división de comercio móvil durante un año. En Barclays, Avasthi contribuyó a la estrategia general del negocio móvil y también dirigió el diseño de casos de negocio sobre la monetización del comercio móvil.
En 2012, fundó Embibe con una financiación inicial de 700.000 dólares proveniente de inversores ángeles. Al año siguiente recibió financiación adicional de Kalaari Capital y Lightbox Ventures. Embibe es un motor personalizado para la educación basado en un gráfico de conocimiento que conecta el plan de estudios de todos los grados y el contexto de aprendizaje. Su objetivo es ayudar a   los estudiantes a alcanzar sus metas de aprendizaje de manera efectiva. La plataforma también brinda servicios basados en el examen de ingreso conjunto - avanzado. En 2018 llevó a cabo una exitosa ronda corporativa con Reliance Industries Limited. Como resultado, en abril de ese mismo año, Reliance Industries anunció una inversión de 180 millones de dólares en Embibe.
Avasthi comentó sobre su negocio: "Dirigir mi propia empresa y ser capaz de dar vida a mi visión de trastocar el sistema educativo utilizando la ciencia de datos y la tecnología me hace estar más decidida a lograr mis objetivos. La paciencia, la persistencia y la capacidad multitarea son algo natural en mí, así como en la mayoría de las mujeres, por lo que es una gran ventaja cuando se empieza de cero."

## Reconocimientos
En 2015 fue reconocida como una de las 40 personas menores de 40 años incluida en la lista Fortune's 40 Under 40.Además, fue galardonada como Business Impact Woman Entrepreneur of the Year en la categoría de Digital Disruptor.
Mujer emprended.☃☃ora del año con impacto empresarial, disruptora digital
En 2017, por abordar el problema del analfabetismo fue incluida en la lista de 100 mujeres de la BBC.Y en el mismo año recibió el premio 40 Under 40 by Business World 2017.En 2018 la revista Vogue la consideró Mujer del Año en la categoría de joven triunfadora.
En 2019, fue CEO del año en India otorgado por CEO Monthly.También fue Accenture Vahini Innovator of the Year premio Prime Women Leadership de Economic Times.